# Хохольков, Николай Николаевич
Николай Николаевич Хохольков (20 июля 1881 — 15 декабря 1937) — русский военный  деятель, подполковник. Герой Первой мировой войны.

## Биография
Получил домашнее образование и окончил Санкт-Петербургское пехотное юнкерское училища, произведён в подпоручики. С 1914 года участник Первой мировой войны — штабс-капитан, капитан и подполковник Епифанского 227-го пехотного полка 57-й пехотной дивизии. 
17 ноября 1916 года за храбрость был награждён Орденом Святого Георгия 4-й степени: 
За то, что будучи в чине штабс-капитана, командуя тремя ротами в бою 20-го августа 1915 года у кр. Гродна, когда немцы прорвали расположение 4-го батальона полка, понесшего большие потери, и грозили отрезать два других батальона, он, получив приказание - атаковал значительные силы прорвавшихся немцев и отбросить их насколько возможно, несмотря на губительный, ружейный и пулемётный огонь, стремительно атаковал противника в штыки, отбросил его назад, захватив при этом два действовавших неприятельский пулемёта и 12 человек пленных, и тем дал возможность полку выйти из критического положения и занять указанные позиции. При этой атаке капитан Хохольков был тяжело ранен
После Октябрьской революции 1917 года  на службе в Белой армии адмирала Колчака. После плена, остался в Советской России. 
Арестован в 1920 году как "белогвардеец" и осужден на пять лет ссылки. В 1932 году осужден по статье 58-10 УК РСФСР на три года ссылки. В 1937 году после освобождения проживал в городе Тула. Снова арестован 6 ноября 1937 года,  тройкой УНКВД Тульской области. 7 декабря 1937 года приговорен к ВМН — расстрелу. 15 декабря 1937 года приговор приведён в исполнение.